# Shahin Farhat
Shahin Farhat (født 28. marts 1947 i Teheran, Iran) er en iransk komponist, professor, pianist, rektor og lærer.
Farhat hører til en af de mest kendte og vigtige klassiske komponister fra Iran. Han studerede som ung klaver privat, og studerede senere komposition og klaver på Universitetet i Teheran og på Universitetet Binghamton i New York City, hvor han tog sin afgangseksamen. Farhat har skrevet seksten symfonier, orkesterværker, kammermusik, sange og solostykker for mange instrumenter etc. Han har været rektor og professor i musik på Universitetet i Teheran fra 1976. Han er inspireret af romantisk og neoromantisk musik og komponister som Gustav Mahler og Anton Bruckner, samt iransk folklore som dominerer hans musik mest. Han hører til en af de vigtigste symfonikomponister fra Iran.

## Udvalgte værker
- Symfoni nr. 1 "Khayyam" (1977) - for orkester
- Symfoni nr. 2 (19?) - for orkester
- Symfoni nr. 3 (19?) - for orkester
- Symfoni nr. 3 (19?) - for orkester
- Symfoni nr. 4 (19?) - for orkester
- Symfoni nr. 5 "Iransk kvinde Symfoni" (19?) - for orkester
- Symfoni nr. 6 "Damavand Bjerget" (1999) - for orkester
- Symfoni nr. 7 "Iran" (2005) - for orkester
- Symfoni nr. 8 "Imam Reza" (2005) - for orkester
- Symfoni nr. 9 "Den persiske golf" (2005) - for tenor og orkester
- Symfoni nr. 10 "Martyr" (2006) - for orkester
- Symfoni nr. 11 "profeten" (2010) - for orkester
- Symfoni nr. 12 "Teheran" (2009) - for orkester
- Symfoni nr. 13 (2009) - for orkester
- Symfoni nr. 14 "Avicenna" (2009) - for orkester
- Symfoni nr. 15 "Ferdowsi Symfoni" (2011) - for orkester
- Symfoni nr. 16 " "Bassirat Symfoni" (20?) - for orkester